# Onokivți, Ujhorod
Onokivți (în ucraineană Оноківці) este localitatea de reședință a comunei Onokivți din raionul Ujhorod, regiunea Transcarpatia, Ucraina.

## Demografie
Componența lingvistică a localității Onokivți
     Ucraineană (94,51%)
     Rusă (3,29%)
     Maghiară (1,78%)
     Alte limbi (0,14%)
Conform recensământului din 2001, majoritatea populației localității Onokivți era vorbitoare de ucraineană (94,51%), existând în minoritate și vorbitori de rusă (3,29%) și maghiară (1,78%).